# Asociación de Fútbol de Liechtenstein

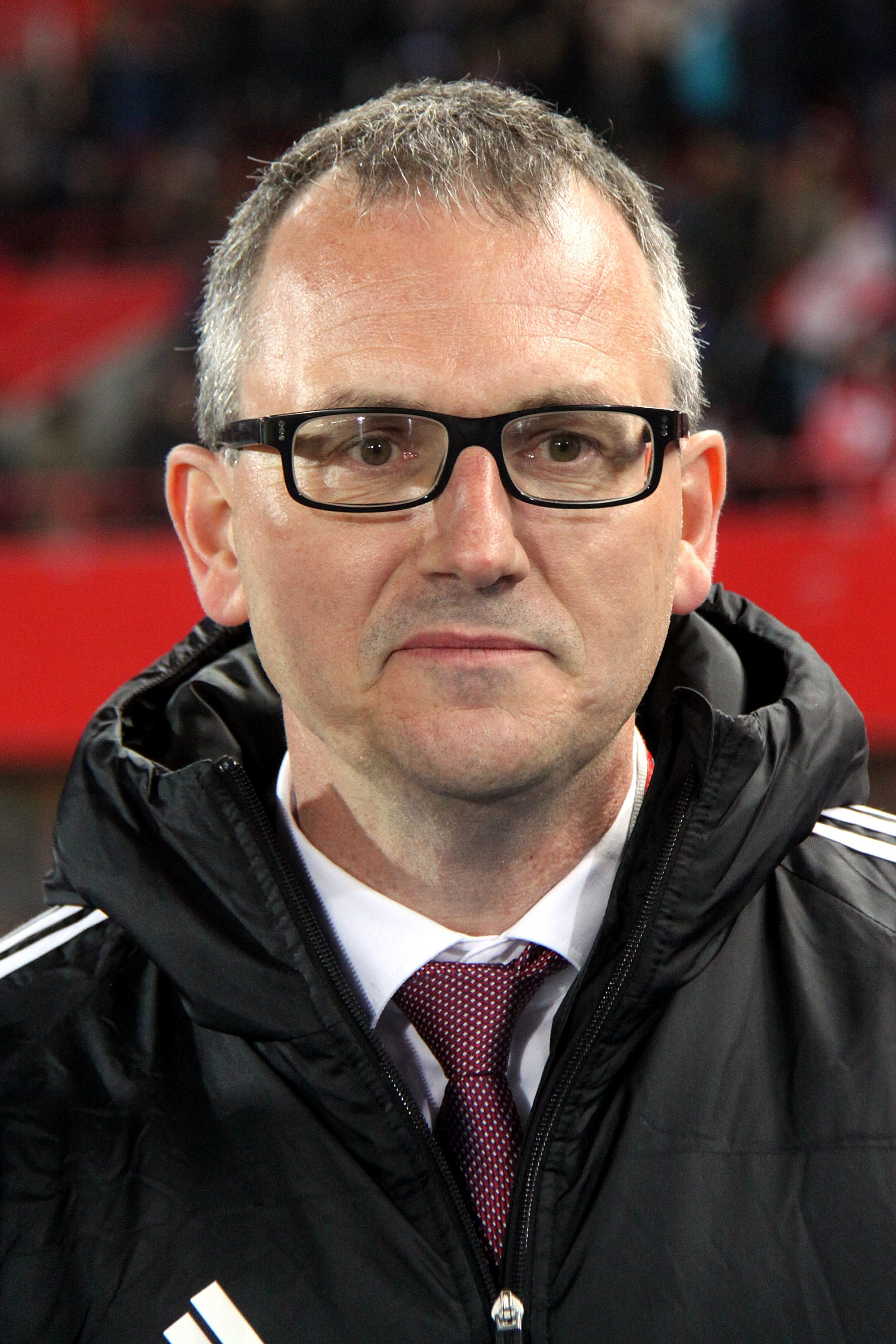
Presidente Hugo Quaderer

La Asociación de Fútbol de Liechtenstein (LFV) (en alemán: Liechtensteiner Fussballverband) es el organismo rector del fútbol en Liechtenstein, con sede en Vaduz. Se encarga de la Selección de fútbol de Liechtenstein, de la Selección femenina de fútbol de Liechtenstein, así como de las selecciones inferiores, y de organizar la Copa de Liechtenstein. No existe liga propia sino diez regionales, que actúan de manera independiente. Además, cuenta con una liga femenina. Los clubes profesionales de Liechtenstein juegan en la liga de Suiza. Es la única federación admitida por la UEFA que no cuenta con liga propia.

Actualmente la LFV está integrada por un club profesional (FC Vaduz) (Que actualmente compite en la Superliga de Suiza) y seis clubes amateurs (FC Schaan, FC Balzers, FC Triesen, FC Ruggell, USV Eschen/Mauren y FC Triesenberg). La copa no está reconocida ni por la UEFA ni la FIFA. La LFV está afiliada a la Ostschweizer Fussballverband (OFV), asociación de clubes amateurs que es miembro de la Asociación Suiza de Fútbol.

## Historia
La Liechtensteiner Fussballverband se estableció en 1934 por los cuatro clubes entonces existentes en el país: FC Vaduz, FC Schaan, FC Balzers y FC Triesen, todos ellos fundados dos años antes. En 1946 la LFV impulsó el primer campeonato nacional, la Copa de Liechtenstein, en sus primeras ediciones disputada por los cuatro equipos citados. 
El fútbol de Liechtenstein no tuvo presencia internacional hasta 1974, cuando se admitió a la LFV como miembro de la UEFA y la FIFA. Sin embargo, no fue hasta 1982 cuando la Selección de fútbol de Liechtenstein disputó su primer partido internacional, un amistoso contra la vecina Suiza que se saldó con derrota por 0-1. 
Desde 1992 el club campeón de la Copa de Liechtenstein obtiene una plaza para disputar la competición europea la siguiente temporada (inicialmente la Recopa, luego la Copa de la UEFA y actualmente la Europa League).
En 1994 Liechtenstein jugó su primer partido oficial, como parte de la clasificatoria para la Eurocopa 1996. Desde entonces ha disputado sin éxitos todas las fases clasificatorias para los campeonatos mundial y europeo.
En 2003 la UEFA eligió a la LFV para la organización de la fase final de la Eurocopa Sub-19.